# Sexy magazin
Sexy magazin је други студијски албум хрватског рок бенда Психомодо поп . Албум је средином 1990. године издао Југотон .
Почетком 1990. године група је отишла на тромесечну турнеју по бившем СССР- у, где је одржала шездесетак концерата. Турнеја је резултирала издавањем видео касете. Ти снимци се такође појављују на компилацији ЗГ Рок снаге уживо! на коме су се поред Психомодо попа нашли и хрватски рок бендови Прљаво казалиште, Филм и Парни ваљак . 
Исте године бенд је наступио у Љубљани и Загребу као предгрупа легендарним Рамонсима, који су им одувек били главни и највећи узор.

## Постава

### Психомодо поп
- Давор Гобац – вокал, гитара
- Тигран "Тиги" Калебота – бубњеви
- Влатко "Брада" Ћавар – гитара, хармоника, пратећи вокал
- Смиљан "Шпарка" Парадиш – гитара, пратећи вокал
- Саша "Сале" Радуловић – акустична гитара, гитара и вокал

### Додатни музичари
- Шиме Копол - бубњеви (на нумерама 3 и 6)
- Станко Јузбашић – клавијатуре

### Остали
- Иван Станчић Пико – продукција, омот албума, извршни продуцент, аранжмани
- Фрањо Валентић – тон мајстор
- Бруно Моњевић - фото